# Cyanopepla brasilicola
Cyanopepla brasilicola är en fjärilsart som beskrevs av Embrik Strand 1917. Cyanopepla brasilicola ingår i släktet Cyanopepla och familjen björnspinnare. Inga underarter finns listade i Catalogue of Life.